# Soldat Duroc, ça va être ta fête
Pour plus de détails, voir Fiche technique et Distribution.
Soldat Duroc, ça va être ta fête est un film français réalisé par Michel Gérard, sorti en 1975.

## Synopsis
En 1944, le jeune soldat Bernard Duroc est heureux : son régiment va libérer sa ville d'origine, où réside sa fiancée Nicole. Mais finalement ce sont les Américains qui vont libérer Senlis. Duroc décide alors de déserter une nuit pour la passer avec Nicole. Tout se complique quand un commando nocturne réclame de l'aide pour les renseigner sur la ville. Duroc est l'homme idéal, mais où est-il donc passé ?

## Fiche technique
- Titre français : Soldat Duroc, ça va être ta fête
- Réalisation : Michel Gérard
- Scénario : Michel Gérard
- Musique : Daniel Fauré
- Photographie : Daniel Diot
- Montage : Gérard Pollicand
- Production : Gisèle Rebillon et Catherine Winter
- Société de production : Sofracima
- Pays :  France
- Langue : français, allemand
- Format : couleur - 1.66:1
- Genre : comédie, guerre
- Sortie : 23 avril 1975

## Distribution
- Pierre Tornade : Le sergent-chef Lapointe
- Robert Webber : Le sergeant John Lewis
- Régis Porte : Bernard Duroc
- Roger Carel : Oberst Strumpf
- Michel Galabru : Le boulanger
- Marc Dudicourt : L'adjudant Médeux
- Marco Perrin : Gaétan Duroc
- Hubert Deschamps : Le père de Nicole
- Philippe Castelli : Le colonel
- Jean-Pierre Rambal : Oberleutnant Heinz
- Yvonne Clech : La mère de Nicole
- Nathalie Courval : Brigitte
- Georges Claisse : Hauptmann Frohmann
- Jacques Duby : Walter Diemann
- Henri Poirier : L'homme qui croit avoir des visions
- Annette Poivre : Marie Fallon
- Patrick Préjean : Le sergent
- Claude Rollet : L'ordonnance de Frohmann
- Bernard Charlan : Une sentinelle allemande

Parmi les acteurs non crédités :
- Pierre Duncan : Jung
- Billy Kearns : L'officier américain
- Jean-Claude Lecas : un soldat
- Gérard Loussine : un soldat
- Christophe Malavoy : Un soldat
- Patrice Melennec : Le cuisinier